# Petri tårar
Petri tårar är en långfilm från 1995, i regi av Erich Hörtnagl.
I rollerna ses bland andra Izabella Scorupco, Carl-Einar Häckner och Rolf Lassgård.

## Filmens handling
Carlo Marcellini (Izabella Scorupco) är en levnadsglad, förförisk ung man som reser runt i medeltidens Sverige och säljer undermedlet Petri tårar. Spelet är farligt, men vinsterna kan bli stora. Ingen får dock veta att denna charmige kanalje egentligen är en kvinna. 
Allt går som smort ända tills Marcellini kommer till Hansastaden Visby 1483 förälskar sig i borgmästarsonen Mark (Carl-Einar Häckner).

## Rollista
| Izabella Scorupco   | – Carlo Marcellini               |
| Carl-Einar Häckner  | – Mark                           |
| Rolf Lassgård       | – Borgmästare                    |
| Enrico Bonavera     | – Tabarin                        |
| Lasse Pöysti        | – Krymplingen                    |
| Leif Andrée         | – Kastraten                      |
| Ritva Valkama       | – Biskopen                       |
| Erika Höghede       | – Luisa                          |
| Marianne Hedengrahn | – Änka och nunna                 |
| Jan Malmsjö         | – Herr von Toppler               |
| Robert Sjöblom      | – Kort bror                      |
| Asko Sarkola        | – Lång bror                      |
| Mats Bergman        | – Luggsliten präst               |
| Bernt Ström         | – Fångvaktaren                   |
| Niklas Falk         | – Riddaren                       |
| Åke Lagergren       | – Flintskallig prelat            |
| Elisabet Svensson   | – Sekreteraren                   |
| Johanna Sällström   | – Fröken Karin                   |
| Lennart Bäck        | – Vakten Jerker                  |
| Patrik Troedsson    | – Självmördaren                  |
| Christer Hall       | – Rådsherren                     |
| Per-Gunnar Hylén    | – En vakt                        |
| Henry Ottenby       | – Domedagsprofeten               |
| Stig Troedsson      | – Marcellinis kusk               |
| Thomas Wrisemo      | – En spetälsk                    |
| Mårten Klingberg    | – Snobben                        |
| Magnus Engström     | – Gycklaren                      |
| Mats Flink          | – Borgmästarlakejen              |
| Lena Ingmansson     | – Borgmästarpigan                |
| Johan Kylén         | – Borgare                        |
| Rino Brezina        | – Borgare                        |
| Irene Duckert       | – Borgarfru                      |
| Lena Bogegård       | – Borgarfru                      |
| Annika Fehling      | – Borgarfru                      |
| Margareta Lindholm  | – Borgarfru                      |
| Bengt Hård          | – Skärsliparen                   |
| Tovan Obrador       | – Horan                          |
| Morten Jonsson      | – Tiggaren                       |
| Janne Ström         | – Slaktaren                      |
| Yvonne Karlsson     | – Fiskmånglerskan                |
| Patrick Jonsson     | – Vasallen                       |
| Anna Lerbom         | – Stand-in för Izabella Scorupco |

## Om filmen
Petri tårar var en nordisk samproduktion och spelades huvudsakligen in på Gotland.